# チェロソナタ第1番 (ブラームス)
チェロソナタ第1番（チェロソナタだいいちばん）ホ短調 作品38は、ヨハネス・ブラームスが作曲した1番目のチェロソナタ。

## 概要
ブラームスは生涯で2曲のチェロソナタを残している。第1番より以前にブラームスが18歳前後に作曲したチェロソナタが2曲存在する。最初のチェロソナタ（Anh.IIa-10）は1851年頃に作曲され、同年の7月5日にハンブルクで行なわれた演奏会で演奏されたが、ブラームスの自己批判によって完全に破棄された。更にもう一つのチェロソナタ（Anh.IIa-9）は、第1番の緩徐楽章として1862年に作曲されたが頭を悩ませた末に削除され、その後第2番で再び用いられたという。結果的に第1番と第2番が今日に伝えられている。
第1番は1865年の夏に完成されている。作曲が始められたのは3年ほども前のことで、1862年には第1楽章が完成していたようである。更にそれより前の1857年頃から、ブラームスは「ドイツ・レクイエム」の作曲を進めており、そのためもあって第1番の完成にはすぐにこぎ着けなかったという。第2楽章は1865年の2月に完成し、ついで第3楽章は同年の夏に書き上げられ、全曲の完成を見た。ただしブラームスは、本来このチェロソナタを全4楽章の作品として構想していたが、上記の通り緩徐楽章を削除したため、全3楽章の作品となった。緩徐楽章を置かなかったことは、大先輩のベートーヴェンに倣ったと思われる。

## 構成
全3楽章の構成で、演奏時間は約27分。
第1楽章 アレグロ・ノン・トロッポ
ホ短調、4分の4拍子、ソナタ形式。ホ長調で終わる。
第2楽章 アレグレット・クワジ・メヌエット
イ短調、4分の3拍子、三部形式。
第3楽章 アレグロ
ホ短調、4分の4拍子。自由なフーガによる楽章。主題はバッハのフーガの技法から、コントラプンクトゥスⅩⅢを引用している。
第1楽章
第3楽章